# Slave (Rolling Stones)
 For alternative betydninger, se Slave (flertydig). (Se også artikler, som begynder med Slave)
"Slave" er en sang fra The Rolling Stones album Tattoo You fra 1981.
Den blev skrevet af Mick Jagger og Keith Richards, og "Slave", resultatet af The Stones eksperimenter med funk og dance, var originalt skrevet og indspillet i 1975 til albummet Black and Blue. De første indspilninger foregik i Rotterdam, Holland, hvor de brugte Rolling Stones Mobile Studio. Til denne indspilning spillede Jeff Beck (en kandidat på det tidspunkt til at erstatte guitaristen Mick Taylor) guitar, og Nicky Hopkins spillede klaver. Imidlertid blev de begge tog slettede da det sidste arbejde på nummeret blev udført i juni, 1981 .
Jagger synger, mens Richards og Wood spillede elektriske guitarer, hvor Richards spillede soloen. Trommer og bass blev spillet af henholdsvis Charlie Watts og Bill Wyman, mens orgelet blev spillet af Billy Preston. Saxofon spillede Sonny Rollins, og perkussion af Ollie Brown, som spillede på tre sange på albummet. Koret bestod af Jagger og Pete Townshend .
Sagen er aldrig blevet sunget af The Stones til koncerter, og er heller aldrig blevet udgivet på et opsamlingsalbum.

### Fodnote
1. ↑  Slave by The Rolling Stones Songfacts
2. ↑  Slave